# Советский художник
«Советский художник» — издательство Союза художников СССР, Москва.
Основано в 1946 году при Оргкомитете Союза советских художников. В 1964 году объединено с Изогизом и входило в систему Комитета Совета Министров СССР по печати. Имело филиал в Ленинграде. В 1969 году реорганизовано с созданием на базе ленинградского филиала специализированного издательства «Аврора».
Выпускало издания по советскому изобразительному искусству, альбомы, книги, художественные репродукции, открытки, буклеты, каталоги, плакаты, афиши к художественным выставкам. Большое место в издательской продукции занимали альбомы, посвящённые искусству союзных художников (серии «Мастера нашего века» и другие), сборники теоретических статей по проблемам советского искусства.
Издавало журналы «Творчество» и «Декоративное искусство СССР».
В 1990-е годы преобразовано в издательство «Галарт».

## Издательские серии
- Памятники древнего зодчества
- Рассказы о художниках
- Страницы истории искусств
- Мастера советской карикатуры (альбомы карикатур):
  - Муртаз Абашидзе (1989)
  - Марк Абрамов (1988)
  - Геннадий Андрианов (1976)
  - Михаил Битный (1962)
  - Лев Бродаты (1990)
  - Марк Вайсборд (1986)
  - Эдгар Вальтер (1987)
  - Евгений Ведерников (1979)
  - Гунарс Виндедзис (1983)
  - Владимир Гальба (1971 и 1990)
  - Юлий Ганф (1972 и 1990)
  - Павел Гейвандов (1982)
  - Евгений Гуров (1986)
  - Евгений Гуров и Юрий Черепанов. Москва вчера, сегодня, завтра (1979)
  - Владимир Добровольский (1982)
  - Анатолий Елисеев и Михаил Скобелев (1973)
  - Борис Ефимов (1976, 1985 и 1991)
  - Владимир Жаринов (1981)
  - Александр Житомирский (1986)
  - Гарри Иорш (1983)
  - Аминадав Каневский (1988)
  - Николай Капуста (1989)
  - Галина и Валентин Караваевы (1974 и 1989)
  - Владимир Козлинский (1978)
  - Андрей Крылов (1977 и 1984)
  - Владимир Лебедев (1990)
  - Гиви Ломидзе (1986)
  - Иван Малютин (1978)
  - Евгений Мигунов (1987)
  - Дмитрий Моор (1987)
  - Владимир Мочалов (1987)
  - Константин Невлер и Михаил Ушац (1987)
  - Андрей Некрасов (1980)
  - Дмитрий Обозненко (1987)
  - Иосиф Оффенгенден (1980)
  - Гигла Пирцхалава (1982)
  - Эвальд Пихо (1990)
  - Александр Радаков, Александр Юнгер (1989)
  - Николай Радлов (1977)
  - Николай Ре-Ми, Бронислав Малаховский, Виктор Дени (1985)
  - Григорий Розе, Роберт Черняк, Герасим Эфрос (1988)
  - Константин Ротов (1987)
  - Борис Савков (1974)
  - Лев Самойлов-Бабин (1981 и 1987)
  - Иван Семёнов (1973)
  - Игорь Смирнов (1990)
  - Леонид Сойфертис (1982)
  - Святослав Спасский (1989)
  - Борис Старчиков (1981)
  - Владимир Уборевич-Боровский (1991)
  - Василий Фомичев (1983 и 1991)
  - Хуго Хийбус (1985)
  - Михаил Черемных (1984)
  - Юрий Черепанов. Вокруг автомобиля (1984)
  - Виктор Чижиков (1975)
  - Владимир Шкарбан (1990)
  - Евгений Шукаев (1976)
  - Евгений Щеглов (1979)

- Без слов. Выпуски 1-7 (1977—1983)
- Клуб 12 стульев представляют «Чудаки» (1972)
- Парад сатиры на стендах Первой Всероссийской выставки сатиры и юмора (1989)
- Сатирики об искусстве (1976)
- Сатирики о спорте. Выпуски 1-3 (1976—1982)
- Сохраним планету Земля. Выпуски 1 (1976), 2 (1981)
- Советские карикатуристы — лауреаты международных конкурсов (1976)
- У нас в гостях казахский журнал политической сатиры «Ара (Шмель)» (1979)
- У нас в гостях белорусский сатирический журнал «Вожык» (1974)
- У нас в гостях армянский сатирический журнал «Возни» (1977)
- У нас в гостях латвийский сатирический журнал «Дадзис» (1975)
- У нас в гостях журнал «Кипэруш» (1973)
- У нас в гостях азербайджанский журнал политической сатиры «Кирпи» (1979)
- У нас в гостях узбекский журнал политической сатиры «Муштум» (1981)
- У нас в гостях грузинский сатирический журнал «Нианги» (1978)
- У нас в гостях украинский журнал политической сатиры «Перець» (1973)
- У нас в гостях эстонский журнал сатиры и юмора «Пиккер» (1974)
- У нас в гостях туркменский журнал политической сатиры «Токмак» (1978)
- У нас в гостях таджикский сатирический журнал «Хорпуштак» (1976)
- У нас в гостях киргизский сатирический журнал «Чалкан» (1973)
- У нас в гостях художники татарского сатирического журнала «Чаян» (1981)
- Художники украинского сатирического журнала «Перець» (1983)
- Художники чувашского сатирического журнала «Капкан» (1985)
- Художники эстонского журнала сатиры и юмора «Пиккер» (1989)
- Художники литовского сатирического журнала «Шлуота» (1984)
- Юмор молодых. Выпуски 1-3 (1976—1977)

- Мастера карикатуры социалистических стран (альбомы карикатур):
  - Георгий Анастасов[болг.] (Болгария) (1984)
  - Балаж Балаж-Пири, Андраш Месарош (1983)
  - Карандаш (Цветан Цеков) (1972)
  - Луис Раувольф (1973)

- Современные кубинские карикатуристы (1982)
- У нас в гостях художники чехословацкого сатирического журнала «Дикобраз» (1984)
- У нас в гостях художники венгерского сатирического журнала «Лудаш Мати» (1987)
- У нас в гостях художники сатирического журнала «Урзика». Социалистическая Республика Румыния (1986)

- Мастера карикатуры
  - Рауль Вердини (Италия) (1976)